# Tresserve
Tresserve est une commune française située dans le département de la Savoie, en région Auvergne-Rhône-Alpes.
La petite ville est implantée sur une colline qui domine, à l'est, Aix-les-Bains, seconde ville la plus peuplée du département et à l'ouest, le lac du Bourget, plus grand lac naturel d'origine glaciaire de France .
Tresserve, comme ses communes voisines, a connu un fort développement au XXe siècle : sa population a en effet quadruplé depuis la Seconde Guerre mondiale.

## Géographie

### Localisation
La commune de Tresserve est située sur une colline dont les versants nord et est donnent sur la ville d'Aix-les-Bains. Tresserve domine le lac du Bourget sur toute sa partie ouest.
Elle fait en outre partie de la communauté d'agglomération du lac du Bourget (CALB).
Les importantes villes voisines d'Annecy au nord, et de Chambéry au sud, se situent à des distances respectives à vol d'oiseau de 31 km et de 11,7 km.

### Communes limitrophes
| Bourdeau          | Aix-les-Bains  | Aix-les-Bains  |
| Bourdeau          | Tresserve      | Aix-les-Bains  |
| Le Bourget-du-Lac | Viviers-du-Lac | Viviers-du-Lac |

### Relief et géologie

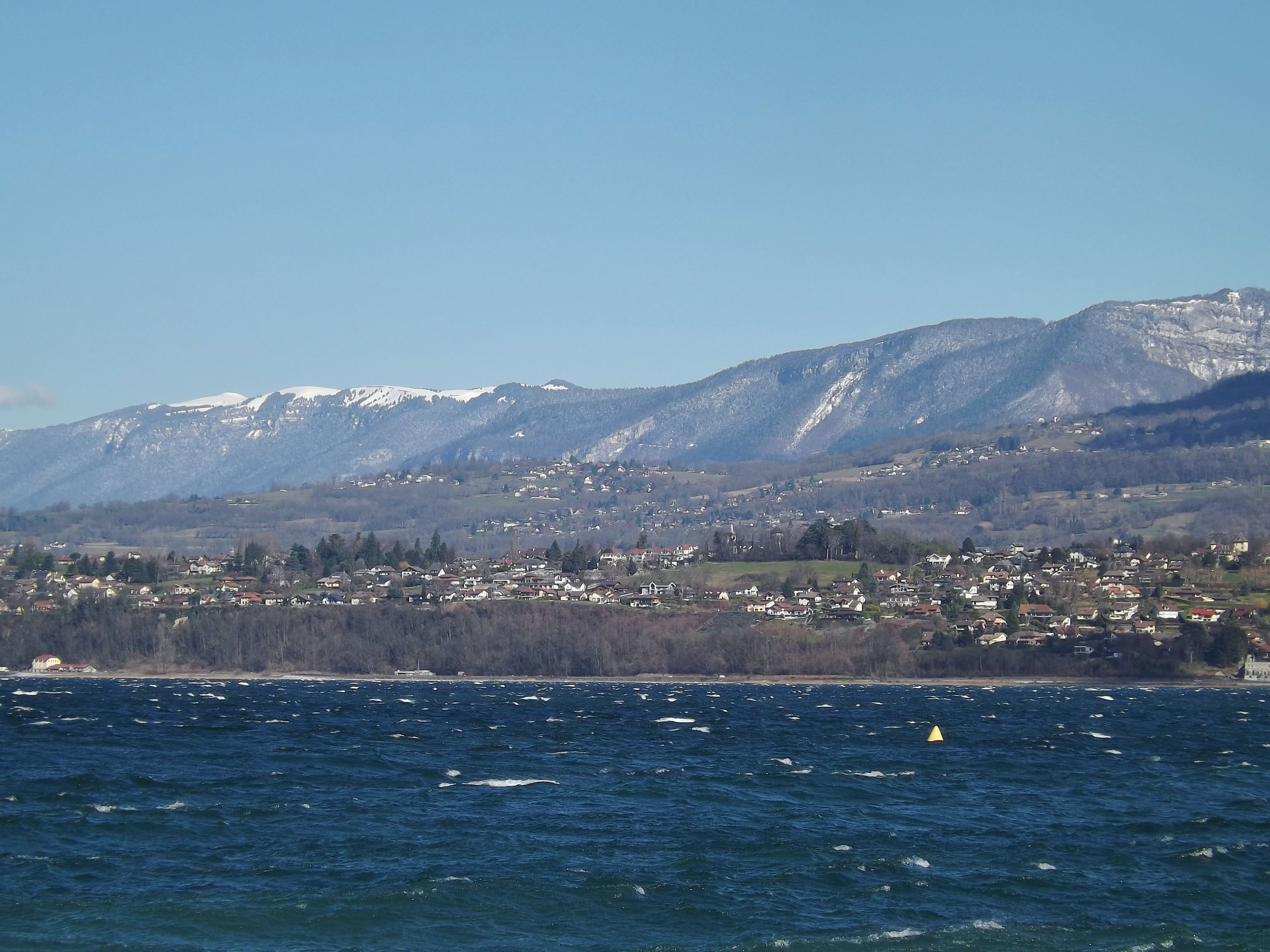
Colline de Tresserve surplombant le lac.

La superficie de la commune est de 7,8 km². L'altitude varie de 228 mètres, au bas de la colline, sur les rives du lac, à 331 mètres, au plus haut point de Tresserve.
Le centre de Tresserve, ainsi que la plupart des logements, se situent au sommet de la colline. Des lotissements effleurent néanmoins le bas de la commune, que ce soit près du quartier Lepic d'Aix-les-Bains ou bien de l'autre côté, face au lac.
Différents talus de molasse sont présents sur Tresserve. Plus précisément, il s'agit de molasse miocène de type marine, composée d'abondants conglomérats voire de sables. L'instabilité potentielle de cette mollasse a déjà provoqué des éboulements.

### Hydrographie
Aucun cours d'eau ne traverse la commune, celle-ci possédant un relief non propice à leur passage. Néanmoins, la commune est soumise au risque d'inondations aux abords du lac du Bourget ainsi que sur les rives du Tillet, ruisseau à la limite est de la commune avec celle d'Aix-les-Bains,. Un plan de prévention des risques d'inondations a tout de même été créé pour souligner ces zones.

### Climat
Le climat de Tresserve, tout comme celui des Alpes, est typiquement montagnard, bien que le sommet de la colline de Tresserve soit située à une altitude modeste d'un peu plus de 300 m.
L'exposition de la commune, entre le massif des Bauges et la chaîne de l’Épine, est favorable au blocage de perturbations qui provoquent des cumuls de précipitations plus importants que la moyenne nationale. De plus, la zone est fréquemment soumise au risque orageux avec environ une trentaine de jours d'orages par an.

### Voies de communications et transports

#### Voies routières
La route départementale 50 traverse l'ensemble de la commune, du nord au sud, en passant par le bourg. Deux branches de la D50, la D50A et D50B, permettent d'accéder à la commune par le sud-est et le nord.
On notera également la présence de la départementale 1201 qui longe le lac du Bourget, au bas de la colline de Tresserve. Cet axe majeur reliant Chambéry à la Haute-Savoie a totalement été rénové et aménagé dans le cadre du projet Grand Lac conduit par le conseil général de la Savoie. L'aménagement de la voirie a été achevée en 2009. Une voie verte y a été construite en parallèle, sur les bords du lac.

#### Transports en commun
La commune appartient à l'agglomération Grand Lac qui exploite le réseau de transports en commun Ondéa, basé à Aix-les-Bains.
La colline de Tresserve ne possède qu'une ligne de proximité, c'est-à-dire circulant en période scolaire : la ligne 10 « Collège Garibaldi - Lycée Marlioz ». On peut préciser qu'en période estivale, des bus gérés par l'agglomération transitent entre Aix et les rives du lac, dont celles de Tresserve.

## Urbanisme

### Typologie
Au 1er janvier 2024, Tresserve est catégorisée centre urbain intermédiaire, selon la nouvelle grille communale de densité à sept niveaux définie par l'Insee en 2022.
Elle appartient à l'unité urbaine de Chambéry, une agglomération intra-départementale regroupant 35  communes, dont elle est une commune de la banlieue,,. Par ailleurs la commune fait partie de l'aire d'attraction de Chambéry, dont elle est une commune de la couronne,. Cette aire, qui regroupe 115 communes, est catégorisée dans les aires de 200 000 à moins de 700 000 habitants,.
La commune, bordée par un plan d’eau intérieur d’une superficie supérieure à 1 000 hectares, le lac du Bourget, est également une commune littorale au sens de la loi du 3 janvier 1986, dite loi littoral. Des dispositions spécifiques d’urbanisme s’y appliquent dès lors afin de préserver les espaces naturels, les sites, les paysages et l’équilibre écologique du littoral, tel le principe d'inconstructibilité, en dehors des espaces urbanisés, sur la bande littorale des 100 mètres, ou plus si le plan local d’urbanisme le prévoit.

### Occupation des sols
L'occupation des sols de la commune, telle qu'elle ressort de la base de données européenne d’occupation biophysique des sols Corine Land Cover (CLC), est marquée par l'importance des territoires artificialisés (26,2 % en 2018), en augmentation par rapport à 1990 (25 %). La répartition détaillée en 2018 est la suivante : 
eaux continentales (63,8 %), zones urbanisées (21,4 %), forêts (9,7 %), espaces verts artificialisés, non agricoles (3,9 %), zones industrielles ou commerciales et réseaux de communication (0,9 %), zones agricoles hétérogènes (0,3 %).
L'IGN met par ailleurs à disposition un outil en ligne permettant de comparer l’évolution dans le temps de l’occupation des sols de la commune (ou de territoires à des échelles différentes). Plusieurs époques sont accessibles sous forme de cartes ou photos aériennes : la carte de Cassini (XVIIIe siècle), la carte d'état-major (1820-1866) et la période actuelle (1950 à aujourd'hui).

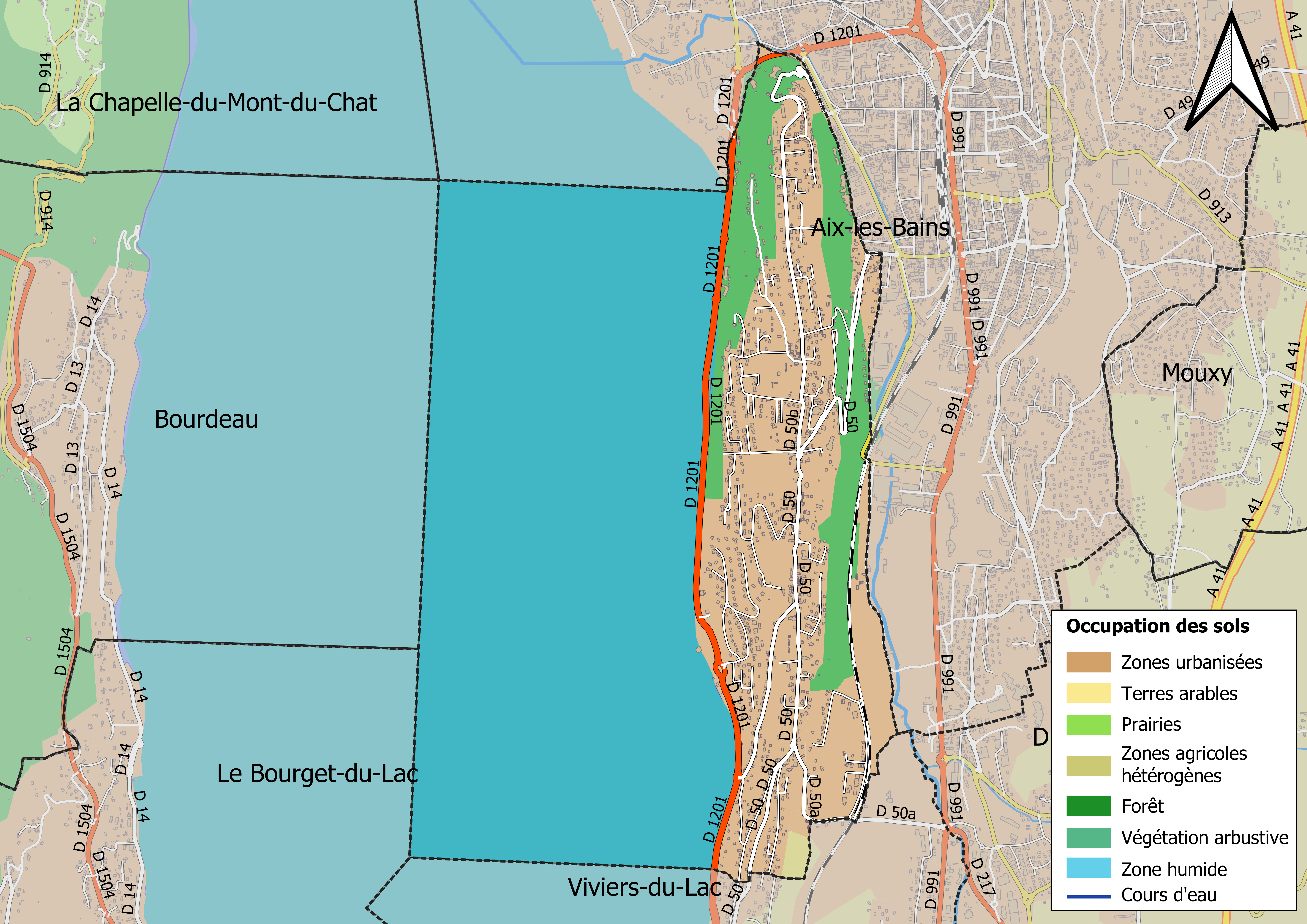
Carte des infrastructures et de l'occupation des sols en 2018 (CLC) de la commune.
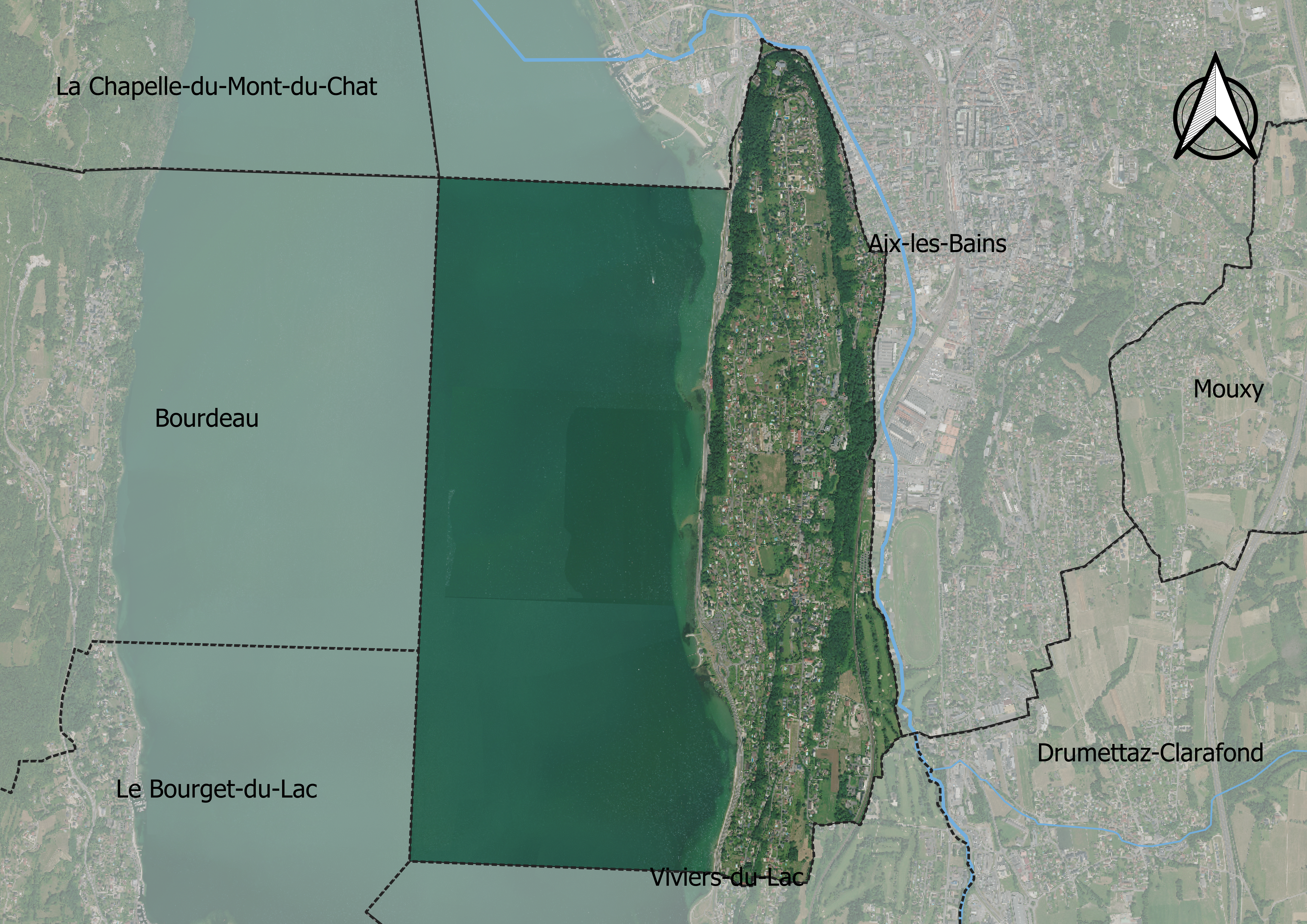
Carte orthophotogrammétrique de la commune.

## Toponymie
On a rencontré, au gré des siècles, différentes formes d'écritures du nom de la commune.
Ainsi, entre le XIVe et le XVe siècle, on parle de l'Ecclesia de Treserva voire déjà de Tresserve. Mais en 1568, on rencontre, dans des ouvrages, Tresselve puis même Troiserve en 1690.
Étymologiquement, le nom Tresselve est une ancienne forme de Tresserve, qui fait référence au latin trans silvam, signifiant « au-delà de la forêt ».
En francoprovençal, le nom de la commune s'écrit Trèssarve, selon la graphie de Conflans.

## Histoire
Les éléments historiques demeurent trop succincts pour retracer entièrement l'histoire communale. Mais comme l'ensemble des communes alentour, l'évolution de Tresserve reste influencée par celle d'Aix-les-Bains, station thermale et touristique. On peut également dire, d'une manière plus générale, que l'histoire de la commune est fortement liée à celle de son département.

### Néolithique et Antiquité
Les plaines et vallées de moyenne altitude, notamment celles situées à proximité des lacs, comme celui du Bourget, ont été propices à l'installation de communautés sédentaires depuis le Néolithique.
Certaines sources confirment que Tresserve était habitée durant la période de l'âge du bronze.

### Moyen Âge
En 1100, on relate que la paroisse commune n'est pas recensée dans l'état des paroisses de Grenoble (cartulaire de saint Hugues). Mais, au milieu du XIVe siècle, des visites pastorales la décrivent. Néanmoins, la sainte catholique Marie Madeleine ou Marie de Magdala n'étant pas représentée dans l'église, celle-ci est alors annexée au prieuré d'Aix-les-Bains. Ce même siècle, trois chapelles sont présentes dans Tresserve. En 1399, on signale qu'aucun presbytère n'est présent ; ce n'est qu'en 1684 que le premier sera construit. En 1434, une foire est organisée pour la première fois par le duc de Savoie. La Maison de Savoie conserve Tresserve jusqu'en 1531, avant que le noble Jean François Roffier ne la rachète en 1538.
En 1680, la foudre tombe sur la commune et détruit plusieurs habitations.

### Époque contemporaine
Puis il faut attendre l'établissement de la mappe sarde de 1730 pour retrouver des chiffres précis : les 309 habitants de l'époque se répartissent en 158 propriétaires, les biens ecclésiastiques sont insignifiants, ils appartiennent à la chapelle du Rosaire et au chapitre d'Aix.
Le 3 septembre 1749, Tresserve, comme ses communes voisines, est détachée du Genevois pour appartenir à la province de la Savoie Propre.
À la suite du traité de Turin du 24 mars 1860 qui voit l'annexion de la Savoie par la France, Tresserve devient, comme l'ensemble du territoire du duché, une terre française.
En 1862, la commune compte 600 habitants. Différents métiers sont pratiqués et l'agriculture se développe. On sait qu'à cette époque la consommation moyenne de vin s’élève à environ cinquante centilitres par jour. On ne compte pas moins d'une centaine d'exploitations sur le territoire communal.
En 1872, le château de Bonport appartenait au baron du Bourget.

### XXesiècle
Au début XXe siècle, on constate une tertiarisation de la population. La Première Guerre mondiale terminée, on assiste à un net recul de l'agriculture, au développement soutenu de l'industrie ainsi qu'au tourisme de masse.
Durant la Seconde Guerre mondiale, la commune fut fortement touchée par l'invasion des troupes italiennes entre 1942 et 1943.
Jusque dans les années 1950, la commune était essentiellement agricole, rurale. Désormais, elle s'incruste dans le paysage du bassin d'Aix-les-Bains.

## Politique et administration

### Tendances politiques et résultats
Tresserve est une commune traditionnellement située à droite sur l'échiquier politique.
Aux élections présidentielles de 2007 et en 2012, les électeurs de Tresserve ont très majoritairement voté pour Nicolas Sarkozy (UMP) au second tour avec respectivement 70,37 et 66,30%.
Aux élections européennes de 2014, la liste portée par Renaud Muselier (UMP) est arrivée en tête sur la commune.
Lors des élections régionales en 2015, la liste conduite par Laurent Wauquiez (LUD) a remporté le plus de voix auprès des tresserviens avec 55,21 % de l'électorat.

### Liste des maires
| Période                                  | Période                       | Identité               | Étiquette            | Qualité |
| ---------------------------------------- | ----------------------------- | ---------------------- | -------------------- | --- |
| 1860                                     |                               | Francisque Du Bourget  |                      | |
| Les données manquantes sont à compléter. |                               |                        |                      | |
| 1966                                     | octobre 1980 (décès)          | André Blin (1912-1980) |                      | Ingénieur EDF Président du Syndicat intercommunal du Lac du Bourget                                                         |
| Les données manquantes sont à compléter. |                               |                        |                      | |
| mars 1989                                | En cours (au 15 juillet 2020) | Jean-Claude Loiseau    | RPR (UPS)puis UMP-LR | Commissaire-priseur Conseiller général du canton d'Aix-les-Bains-Centre (2004 → 2015) Vice-président de Grand Lac (2017 → ) |

Le maire de Tresserve est actuellement Jean-Claude Loiseau, ancien conseiller général de la Savoie et 1er vice-président de Grand Lac (agglomération du lac du Bourget).

### Jumelages
Aucun jumelage. 

## Population et société

### Démographie
Les habitants de la commune sont appelés les Tresserviens ou Tresservans.
L'évolution du nombre d'habitants est connue à travers les recensements de la population effectués dans la commune depuis 1793. Pour les communes de moins de 10 000 habitants, une enquête de recensement portant sur toute la population est réalisée tous les cinq ans, les populations de référence des années intermédiaires étant quant à elles estimées par interpolation ou extrapolation. Pour la commune, le premier recensement exhaustif entrant dans le cadre du nouveau dispositif a été réalisé en 2007.

En 2022, la commune comptait 2 927 habitants, en évolution de −3,88 % par rapport à 2016 (Savoie : +3,63 %, France hors Mayotte : +2,11 %).
| 1793 | 1800 | 1806 | 1822 | 1838 | 1848 | 1858 | 1861 | 1866 |
| ---- | ---- | ---- | ---- | ---- | ---- | ---- | ---- | ---- |
| 400  | 383  | 449  | 550  | 618  | 634  | 606  | 593  | 613  |

| 1872 | 1876 | 1881 | 1886 | 1891 | 1896 | 1901 | 1906 | 1911 |
| ---- | ---- | ---- | ---- | ---- | ---- | ---- | ---- | ---- |
| 600  | 585  | 604  | 598  | 609  | 660  | 649  | 656  | 694  |

| 1921 | 1926 | 1931 | 1936 | 1946 | 1954 | 1962 | 1968  | 1975  |
| ---- | ---- | ---- | ---- | ---- | ---- | ---- | ----- | ----- |
| 600  | 665  | 685  | 678  | 772  | 896  | 903  | 1 124 | 1 457 |

| 1982  | 1990  | 1999  | 2006  | 2007  | 2012  | 2017  | 2022  | - |
| ----- | ----- | ----- | ----- | ----- | ----- | ----- | ----- | - |
| 1 781 | 2 806 | 2 987 | 3 141 | 3 161 | 3 131 | 3 014 | 2 927 | - |

### Enseignement
Rattachée à l'académie de Grenoble, la commune de Tresserve possède une école maternelle comprenant 68 élèves ainsi qu'une école élémentaire de 128 élèves,. Les établissements supérieurs (collèges et lycée) sont situés sur Aix-les-Bains.
Par ailleurs, les établissements scolaires appartiennent à la zone A du calendrier scolaire. Ils relèvent de l'académie de Grenoble.

### Santé
Tresserve possède un centre de soins de suite et de réadaptation (SSR), Arc en Ciel, géré par un opérateur régional de santé privé.
La commune dispose de deux médecins généralistes, d'un dentiste, de deux infirmiers, de deux kinésithérapeutes ainsi que d'une pharmacie.
Le centre hospitalier métropole Savoie comporte deux principaux hôpitaux publics : l'hôpital général d'Aix-les-Bains et celui de Chambéry. Tous deux sont situés à environ 4 et 14 kilomètres de Tresserve.

### Sports
- L'Association sportive de Tresserve Football Club est un club de football savoyard basé à Tresserve[49]. L'AS Tresserve est inscrite auprès de la fédération française de football et participe au championnat de France amateur. Depuis sa fondation, elle a remporté une coupe de Savoie. L'AST évolue au stade Lamartine de Tresserve et sa couleur est le rouge. Le club est actuellement présidé par Mario Laurencin[50].

### Médias
La presse est représentée majoritairement par les grands quotidiens régionaux et notamment Le Dauphiné libéré. Plus localement, on trouve aussi d'autres journaux avec La Vie nouvelle et L'Essor savoyard.

## Économie

### Revenus de la population et fiscalité
Tresserve est parfois considérée comme étant une commune « riche », ce qui n'empêche pas quelques disparités à l'échelle locale. Ainsi, en 2014, 21,3 % des foyers fiscaux de la commune déclaraient plus de 50 000 euros et 6 % plus de 100 000 euros. En 2011, le revenu fiscal médian par ménage s'élevait à 37 628 €.
En 2013, 71 % des foyers fiscaux sont imposables.
Par ailleurs, l'impôt sur le revenu net moyen par foyer est élevé sur Tresserve. Ce dernier était de 6 760 € en 2014 quand celui de la moyenne nationale était plus de cinq fois inférieur (1 234 €).

### Emploi
Le taux d'activité des 15 à 64 ans en 2013 est de 71,6 %. Le taux de chômage est normal voire plutôt faible sur la commune : 9,4 %. Le taux de pauvreté s'élève à 12,6 % en 2013.

### Établissements
| Établissements                                                                 | Tresserve |
| Nombre d'établissements actifs au 31 décembre 2010                             | 306       |
| Part de l'agriculture, en %                                                    | 0,3       |
| Part de l'industrie, en %                                                      | 2,9       |
| Part de la construction, en %                                                  | 8,5       |
| Part du commerce, transports et services divers, en %                          | 77,1      |
| dont commerce et réparation automobile, en %                                   | 12,4      |
| Part de l'administration publique, enseignement, santé et action sociale, en % | 11,1      |
| Part des établissements de 1 à 9 salariés, en %                                | 12,1      |
| Part des établissements de 10 salariés ou plus, en %                           | 3,3       |

### Hébergement touristique
Le nombre de lits d'hébergement dans la commune en 2016 est de 140 lits marchands et de 792 non marchands.

## Culture locale et patrimoine

### Lieux et monuments

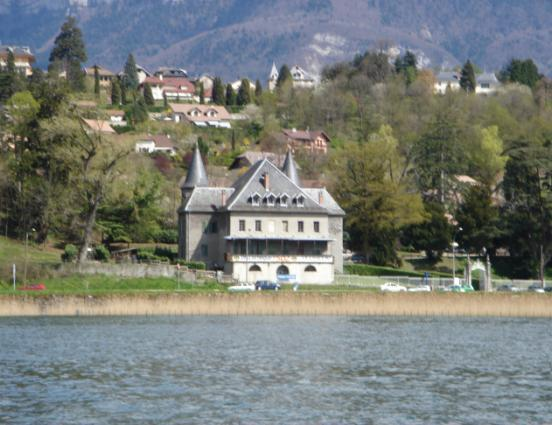
Vue du château de Bonport à Tresserve.

- Château de Bonport

Le château datant de la fin du XVIe siècle, siège de la seigneurie de Bonport ou de la Grande Vigne, était en ruines à la suite de sa destruction par un incendie survenu en 2008. Le bâtiment a été remis en état depuis lors et est désormais exploité en tant qu'hôtel.

### Personnalités liées à la commune

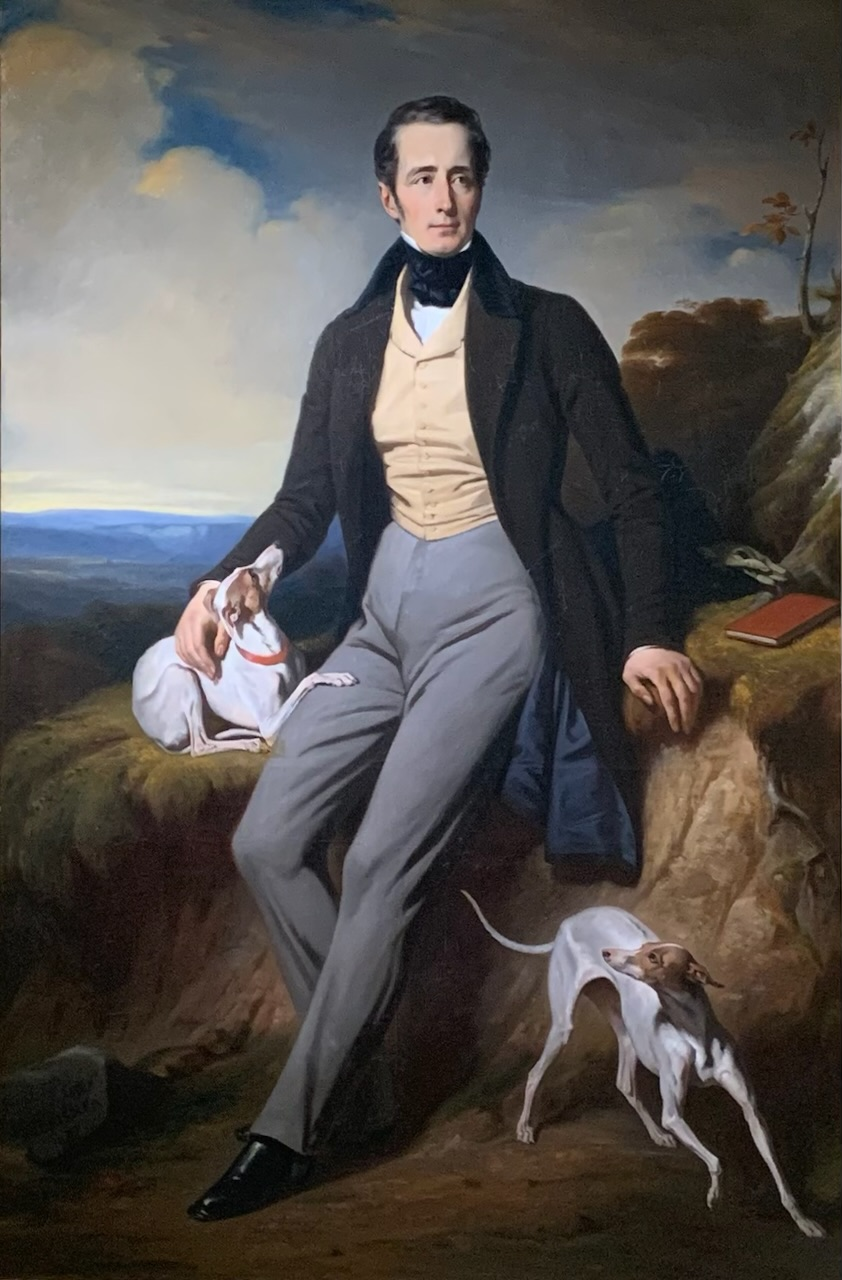
Alphonse de Lamartine.

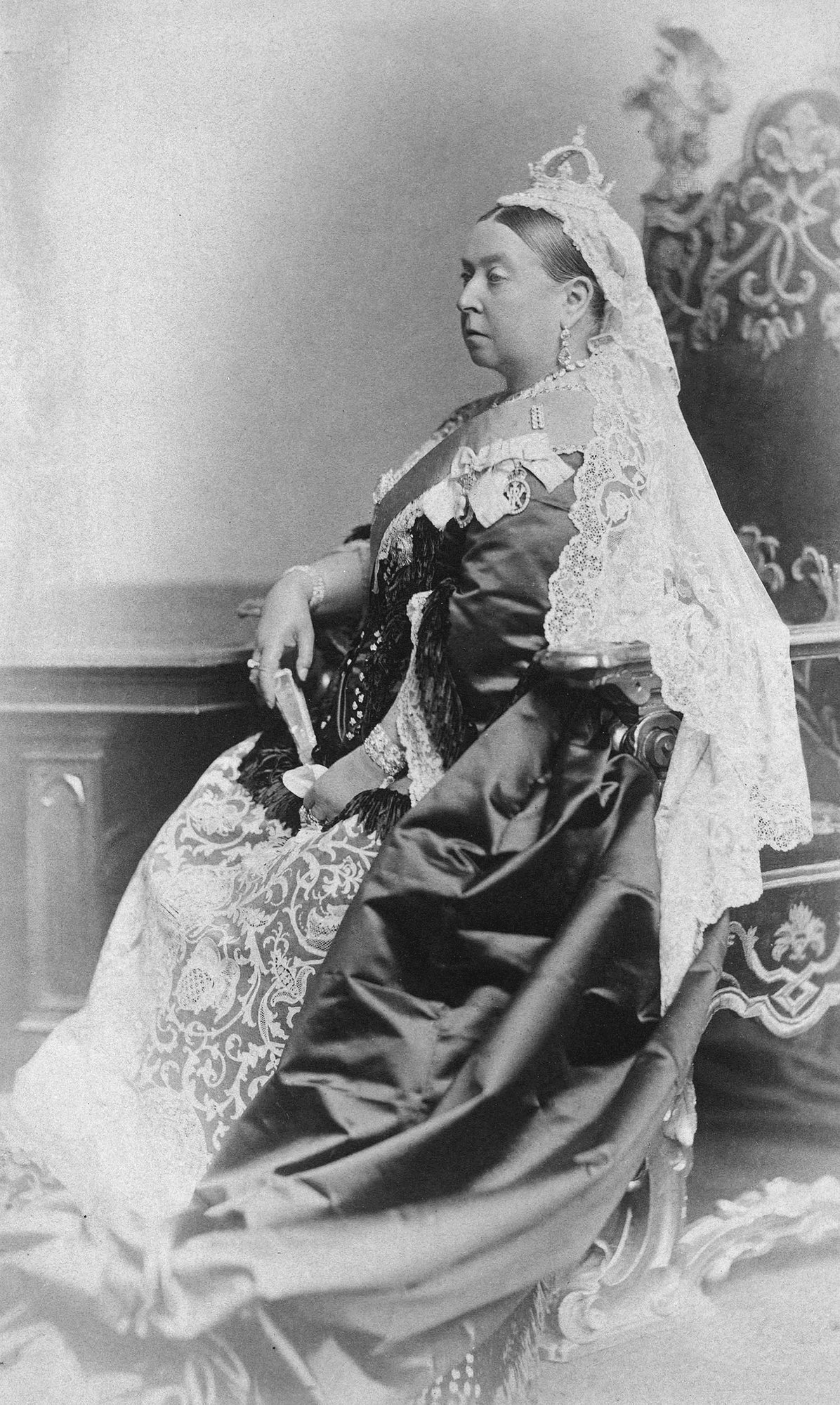
La reine Victoria.

- Le poète Marc-Claude de Buttet (vers 1529-1586), vivait au XVIe siècle à Tresserve dans sa maison familiale de « Flandre ». Il y recevait souvent, dans son joyeux cénacle, ses amis, les poètes savoisiens : Antoine Baptendier, Claude et Jean-Gaspard Lambert, Jean de La Balme, sieur de La Ramasse, Emmanuel-Philibert de Pingon, Louis Milliet, Jehan de Piochet, Amé du Coudray et Jean Bordat. Il traversait souvent le lac du Bourget pour retrouver Jacqueline de Montbel d'Entremont dans son château de Saint-André de Briord, en Bugey. La duchesse Marguerite de Savoie, fille du roi François Ier de France de France, épouse du duc Emmanuel-Philibert de Savoie (1528-1580), autrefois protectrice de la Pléiade, l'appelait « mon féal et chéry seigneur de Buttet ». À sa mort survenue en 1574, il demeura inconsolable. « Elle était aimée de tous et de nul blâmée. Elle était adorée de tous ses sujets ». Le tombeau de la princesse est encore visible à l'abbaye d'Hautecombe. Dans ses poèmes, consacrés à sa muse Amalthée, Marc Claude de Buttet a chanté son « beau champ de Treiserve », le lac du Bourget, la Leysse et le mont Nivolet.
- Claude-Louis Ier de Buttet (1563-1622), sénateur au Sénat de Savoie historiographe du duc Charles-Emmanuel Ier de Savoie, chevalier de l'ordre des Saints-Maurice-et-Lazare. Auteur en 1605 du pamphlet intitulé « Le Cavalier de Savoie ou Réponse au soldat français. Ensemble, l'Apologie Savoisienne ».
- François Capré de Megève (1620-1706), seigneur de Bonport, secrétaire du duc Charles-Emmanuel II de Savoie, puis président de la Cour des comptes de Savoie.
- Claude-Louis II de Buttet, seigneur de Tresserve (1624-1714), lieutenant-général de l'Artillerie du duc de Savoie. Venu en renfort à la tête des milices savoisiennes, lors du siège de Montmélian par les troupes françaises de Louis XIV en 1690. Il participe à la défense du fort avec trois de ses fils dont deux périrent dans les combats (nés à Tresserve, Pierre et Charles de Buttet, morts pour la Savoie, sont inhumés à Tresserve).
- François-Joseph de Buttet, comte de Tresserve (1765-1841), président du Sénat de Savoie en 1833, chevalier de l'Ordre des Saints-Maurice-et-Lazare.
- Le poète Alphonse de Lamartine (1790-1869), y a séjourné et y écrivit « Le lac » en partie à Tresserve.
- La reine Victoria (1819-1901), venant souvent incognito à Aix-les-Bains, chercha à acheter un domaine à Tresserve, mais ne le fit pas.
- Marie-Rose Michaud-Lapeyre (1873-1960), poétesse lamartinienne
- Georges Parent, né le 15 septembre 1885 à Tresserve et mort de la grippe espagnole le 22 octobre 1918, est un coureur cycliste français, 3 fois champion du monde du demi-fond ; ayant été en outre plusieurs fois blessé en tant que soldat lors de la guerre 14-18.
- Le peintre et inventeur Cyril Constantin (1904-1995) y a vécu de nombreuses années et y est enterré.

#### Personnalités décédées dans la commune
- L'écrivain Daniel-Rops (1901-1965), membre de l'Académie française, résidait à Tresserve où il est décédé le 27 juillet 1965.